# Vergatario
Vergatario är en mobiltelefon lanserad[när?] av Venezuelas president Hugo Chavez. Mobiltelefonen kostar cirka 120 kronor och innehåller standardfunktioner som wap och mp3. Hugo Chavez kallar projektet "teknik åt folket - inte eliten".
Mobilens namn har skapat debatt. Vergatario är ett nytt begrepp som i sig betyder "utmärkt", men ordstammen verga är slang för penis.